# Dubowi Macharynci
Dubowi Macharynci (ukr. Дубові Махаринці, pol. Mecherzyńce Dębowe) – wieś na Ukrainie, w obwodzie winnickim, od 2020 roku w nowym rejonie chmielnickim, w hromadzie wiejskiej z centrum w Samhorodoku. Przed reformą administracji terytorialnej była siedzibą silskiej rady  w rejonie koziatyńskim. W 2001 roku liczyła 637 mieszkańców. Leży nad rzeką Rostawicą, na południowy wschód od Koziatyna, między wsiami Żurbińce i Błażejówka.

## Historia
Powstanie wsi, podobnie jak Mecherzyniec Wołoskich, wiązane z działalnością osadniczą ruskiego rodu Mecherzyńskich herbu Nowina (po 1616 roku), działającego w służbie książąt Koreckich, a wywodzącego się prawdopodobnie z ostropolskich Mecherzyniec. 
W Rzeczypospolitej Obojga Narodów miejscowość leżała w powiecie kijowskim województwa kijowskiego.
Po II rozbiorze Mecherzyńce Dębowe weszły w skład namiestnictwa bracławskiego Imperium Rosyjskiego.
Przed 1863 rokiem miejscowość należała kolejno do Sanguszków, Rogozińskich i Abramowiczów. Mieszkało tu wówczas 928 osób, w tym 57 wyznawców katolicyzmu i 9 judaizmu. Miejscowa cerkiew murowana została wzniesiona w 1816 roku w miejscu drewnianej z 1728 roku. Miejscowość leżała w ujeździe berdyczowskim guberni kijowskiej. Katolicy należeli do parafii w Białołówce. Na początku XX w. we wsi było 190 domów i 1220 mieszkańców, ponadto cerkiew, szkółka cerkiewna, 2 młyny i 2 wiatraki. Gmina Mecherzyńce Dębowe w powiecie berdyczowskim obejmowała 12 miejscowości (w tym kolonię czeską).
We wsi urodził się Iwan Demianiuk (1920–2012), SS-Wachmann, zbrodniarz wojenny.